# 仮面ライダー響鬼 音劇盤
『仮面ライダー響鬼 音劇盤』は。テレビ朝日系列で放送された特撮テレビドラマ『仮面ライダー響鬼』の中で使用された曲が収録されたサウンドトラックのアルバム。本項では音劇盤に加え、音劇盤二、三、劇場版の音劇盤についても述べる。

## 概要
- マリンバ、和太鼓などの打楽器で構成された楽曲が多いのが本作の特徴と言える。
- 番組中盤ごろまで使用されていたオープニングテーマ「輝」は歌詞が無い上に多数のバージョンがあり話題を呼んだ。
- 劇場版の一部の楽曲を除き、BGM、エンディングテーマ、イメージソング（本CDには収録されていない）やディスクアニマルの声や必殺技のSEに至るまで全ての楽曲を佐橋俊彦が手がけている。
- 龍騎以降の平成仮面ライダーシリーズでは番組終了間際にサントラや主題歌などをまとめた「コンプリートボックス」が発売されるのが恒例となっているが本作では発売されず、全て単体で発売された。TV版のサウンドトラックが単体で3枚発売されたのは2014年現在、平成ライダーでは本作のみである。
- TV・劇場版ともに「音劇盤」全ての盤面がディスクアニマルのデザインになっている部分が共通している。

## 音劇盤
一部楽曲にギターやシンセサイザーの音色が利用されている他はマリンバやシロフォン、和太鼓、スネアドラムなどの打楽器を中心にで演奏された楽曲が多いのが特徴。オープニングテーマ「輝」は9パターン収録されている。その他、次回予告の曲や一話で使用されたミュージカル曲やディスクアニマルの鳴き声3曲がボーナストラックとして収録されている。
1. 告
2. 輝 〜一之巻
3. 明日夢・一
4. 明日夢・二
5. 輝 〜音劇〜
6. 古の森
7. 妖しの者
8. たちばな
9. 追跡
10. 孤独
11. 晴れた日はドライブ
12. 暗躍
13. 旋風
14. 鬼へ!
15. 躍動
16. 炎
17. 輝 〜吉野〜
18. 死闘
19. ヒビキさん
20. 霧の中
21. せつない
22. 死への誘い
23. 自分を信じること
24. 輝 〜不知火〜
25. 探索
26. 気配
27. 魔化魍
28. 脈動
29. 烈火
30. 希望
31. 輝 〜烈雷〜
32. 日常
33. 果敢
34. 想い
35. 輝 〜紫炎〜
36. 悪夢
37. 猛士たち
38. 早駆
39. 輝 〜猛士〜
40. 決意
41. 猛士の軌跡
42. 輝 〜突風〜
43. 憔悴
44. 作戦
45. 鍛錬
46. 鼓動・一
47. 鼓動・二
48. 鼓動・三
49. 輝 〜竜巻〜
50. 少年よ
51. 次回予告
52. オハヨ!〜一之巻ヨリ〜
53. 茜鷹-アカネタカ-
54. 緑大猿 -リョクオオザル-
55. 瑠璃狼 -ルリオオカミ-

※51から55は【ボーナストラック】扱い。

## 音劇盤二　激闘之巻
打楽器中心の楽曲に加え、エレキギター型の武器（音激弦）の使い手である轟鬼や斬鬼の登場に伴い、エレキギターやパーカッションによるロックテイスト音楽も収録されている他、オーケストラによる楽曲もあり、1枚目の「音劇盤」に比べバリエーションが増えた。オープニングテーマ「輝」は「音劇盤」収録のものとは異なるアレンジの3曲が収録されている。初回限定版は他の音劇盤などのCDを収容できるボックスがついている。
1. 清めの・・・（長尺版）
2. 輝〜鍛える夏〜
3. 傀儡
4. 強敵#
5. 激戦#
6. 安息の日々
7. 迷い
8. 式神（DA）の宴
9. おぞましき者
10. 轟雷
11. 弦の使い手
12. 雷電激震
13. 修練の輝き
14. 流雅
15. 輝〜絶えぬ悪意〜
16. 蠱動
17. 早鐘
18. ステルス
19. 標的
20. 魔の力
21. 疾風一閃
22. 輝く陽に…
23. 輝〜走る紺碧〜
24. 鍛えて、鍛えて！
25. しのびよる影
26. 怪童子と妖姫
27. たちばな
28. ひととき
29. よろしくな！
30. ヒビキ駆ける
31. 悪意
32. 爆炎
33. 装甲
34. 輝く少年
35. 少年よ

## 音劇盤三　総力之巻
音劇盤シリーズの中でも最もトラック数が多い。楽曲は打楽器中心のものから打ち込み中心のもの、ロック調やジャズ調、ホラー調に至るまで、さらに幅広さを増している。そのうえ必殺技などのSEや本編中では使用されていない「オープニングデモ曲」など、ボーナストラックが数多く収録されている。「猛士ロゴマーク付きタオル」付き（初回限定版）のものと「通常版」が発売されタオル付きの方が価格が割高だった。オープニングテーマ「輝」は本盤には収録されていないが、解説書には「輝」のバリエーションの詳細や劇伴の演奏者リストが掲載されている。
1. 始まりの君へ（TVサイズ）
2. 高校生活
3. 城南高生・明日夢
4. 窓の外の景色
5. 変異
6. 逡巡
7. 少年とヒビキ
8. すれ違い
9. 不穏
10. 忍耐
11. 逆転
12. おでかけ
13. 弾む心
14. 街路へ
15. 絶えぬもの
16. 白傀儡
17. 追撃
18. 天駆ける
19. 系譜
20. 廊下は走らぬこと
21. 放課後
22. 転校生
23. 仲間たち
24. 謀りごと
25. 童子と姫の変貌
26. 早鐘之二
27. 残照
28. 雨は上がる…
29. 兆し
30. 洋館の男女
31. 聖地・吉野
32. 受け継がれる魂
33. 竜巻
34. 攻勢
35. 集う猛者たち
36. 三戦鬼
37. 勇者見参
38. 明日の君へ
39. 次回予告　『始まりの君へ』
40. 音角・共鳴音
41. 響鬼・変身音
42. 音撃鼓・発動音
43. 音撃打！
44. 音笛・笛の音
45. 音笛・展開音
46. 威吹鬼・変身音
47. 音撃射！疾風一閃
48. 威吹鬼・イメージ曲A
49. 威吹鬼・イメージ曲B
50. 威吹鬼・イメージ曲C
51. 烈雷・起動音
52. 轟鬼・変身音
53. 音撃斬！雷電激震
54. 念押しの清め
55. 烈斬・起動音
56. 音撃斬！雷電斬震
57. 再起の独奏
58. 装甲響鬼・変身音
59. 装甲声刃
60. 黄檗蟹 -キハダガニ-
61. 鈍色蛇 -ニビイロヘビ-
62. 黄赤獅子 -キアカシシ-
63. 浅葱鷲 -アサギワシ-
64. 青磁蛙 -セイジガエル-
65. オープニング曲デモ Take-1
66. オープニング曲デモ Take-2
67. 鍛えてます！〜三之巻より〜

※39から67はボーナストラック

## 劇場版 仮面ライダー響鬼と七人の戦鬼 音劇盤
同名の劇場版で使用された楽曲が収録されたアルバム。佐橋俊彦によると「響鬼には太鼓」などといった各ライダーにはこの楽器といった制約を撤廃し、TV版と異なり、オーケストラを起用した旨を解説書で語っている。オーケストラによる楽曲も多い反面、シンセサイザーのみの楽曲も多く存在する。Rin’feat. m.c.A・Tによるエンディングテーマは全く収録されていない。
1. 告
2. 蠎－オロチ－海岸の対決
3. 清めの鼓動
4. 明日夢、心の危機
5. 生贄の輿
6. 鬼岩城
7. 村人たち
8. 明日夢の思い
9. ひとえの悲しみ
10. 歌舞鬼登場
11. 心情
12. 城主イブキ
13. 対決
14. 童子と姫
15. 煌鬼登場
16. 元気な響鬼
17. 戦う姿
18. ヒトツミ
19. 戦鬼集結
20. 強者たち
21. 響鬼の思い
22. 暗殺
23. 対立
24. 内輪揉め
25. 苦しむひとえ
26. 歪んだ感情
27. 戸惑う明日夢
28. 猛士の刀
29. 決意
30. 響鬼変身
31. 響鬼参上
32. 参戦
33. ヒトツミとの戦い
34. 壮絶
35. 発見
36. 無敵の戦士
37. 別れ